# Loën (niederländisch-deutsches Adelsgeschlecht)

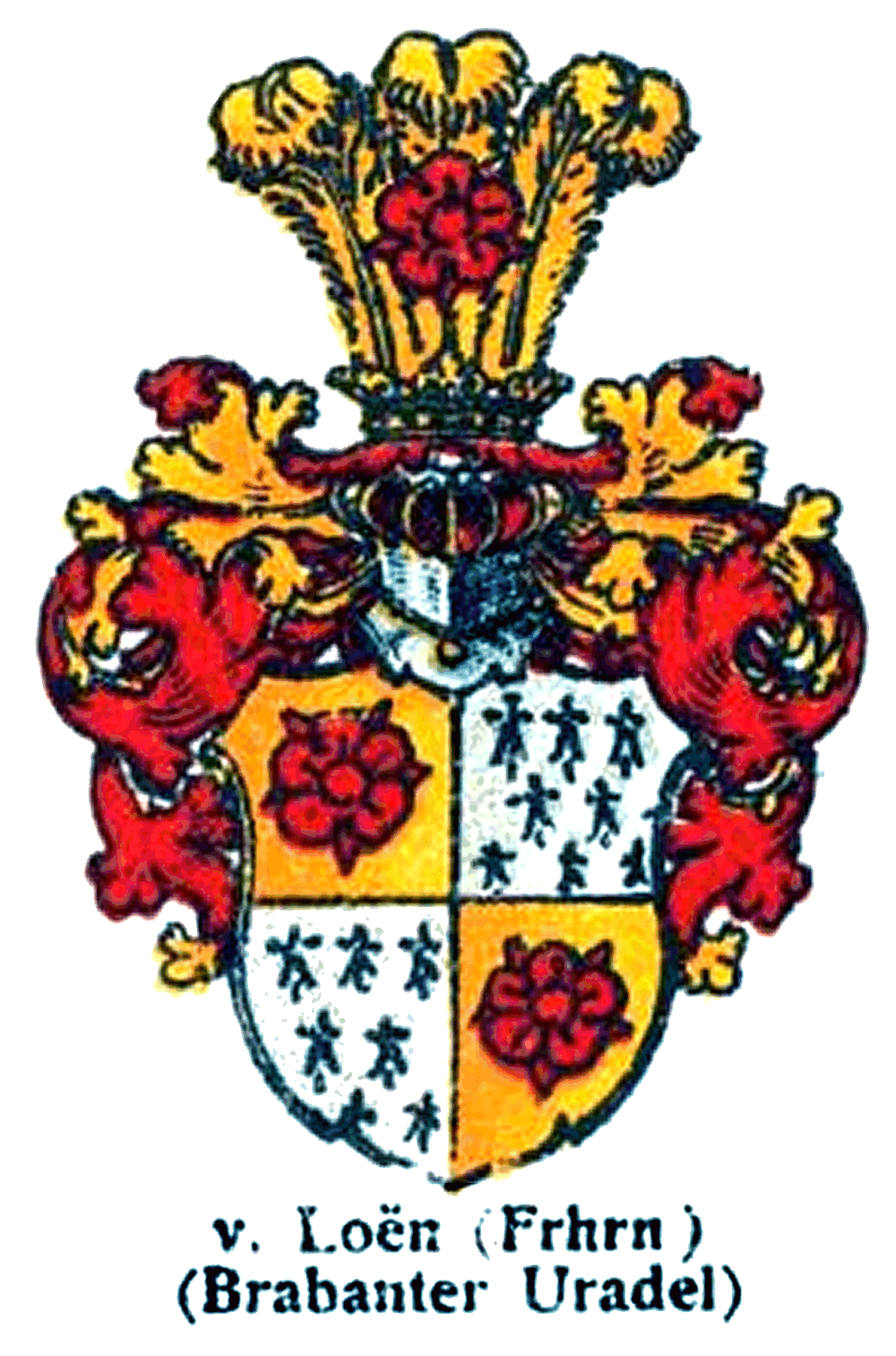
Stammwappen derer von Loën

Loën (auch Loon, Loen, Lohn, Lon o. ä.) ist der Name eines aus dem Herzogtum Geldern stammenden Uradelsgeschlechts, das später im preußischen Westfalen und in Anhalt ansässig war.
Die Familie ist zu unterscheiden von den münsterländischen Edelherren von Lohn und dem Adelsgeschlecht Loën aus dem westfälischen Iserlohn.

## Geschichte
Das Geschlecht stammt aus dem Gelderland, wo die Familie urkundlich erstmals 1389 mit Theis von Loën auftritt und zu Seevenheim und Cranenburg saß. Goddart von Loën verließ in Folge der Religionsstreitigkeiten Anfang des 17. Jahrhunderts die Niederlande und siedelte nach Köln über. Von diesem stammt Jost von Loën, der mit Diplom vom 28. März 1635 in den Reichsfreiherrenstand erhoben wurde. Jost von Loën war mit Anna Lumen de la Mark vermählt. Aus der Ehe entspross Freiherr Johann von Loën, der Anna von Jordan heiratete. Von den zwei Söhnen setzte der Ältere, Michael von Loën, Kaufmann, verheiratet mit Maria von Passavant, den Stamm fort.

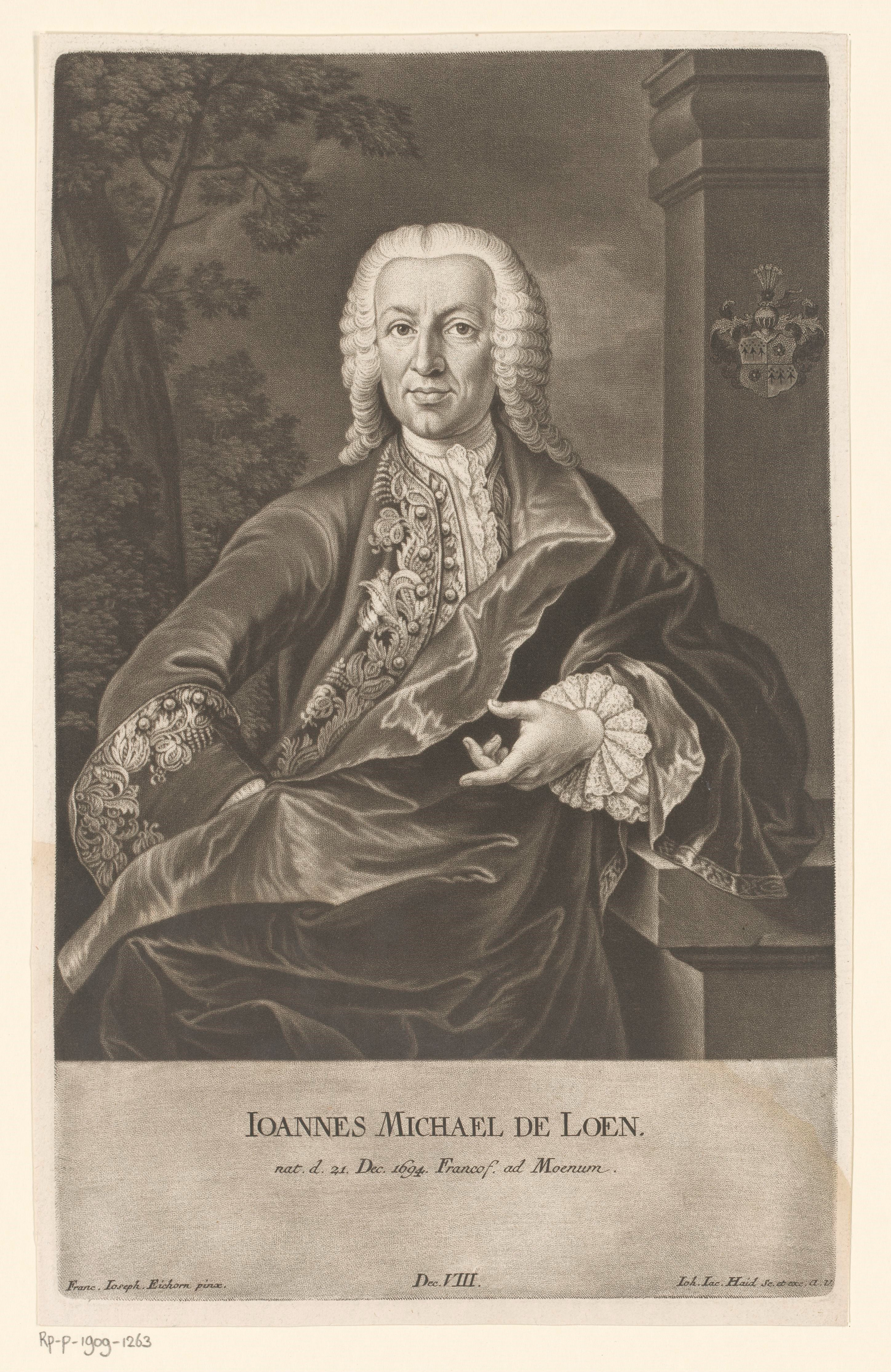
Johann Michael von Loën (1694–1776)

Ihr Sohn, der in Frankfurt geborene Johann Michael von Loën (1694–1776), war königlich-preußischer Wirklicher Geheimrat, Schriftsteller, Gelehrter und Staatsmann. Ab 1752 war er Regierungspräsident der Grafschaft Lingen und der Grafschaft Tecklenburg. Aus seiner Ehe mit Maria Lindheimer (1702–1776), Schwester von Johann Wolfgang von Goethes Großmutter Textor, hatte er sieben Kinder, von denen die Brüder Johann Wolfgang von Loën (1732–1783) und Johann Justus von Loën (1737–1803) zwei Familienlinien begründeten:
Erste Linie von Johann Wolfgang von Loën:
- Johann Wolfgang von Loën (1732–1783), Mitglied der ganerbschaftlichen und adeligen Gesellschaft der Frauenstein zu Frankfurt, ⚭ 1757 Albertine von Clotz-Ostheim
  - Johann Michael von Loën († 1797),  Mitglied „Zum Frauenstein“, Letzter der Familie in Frankfurt
  - Carl von Loën (1763–1836) ⚭ Julie Mertens
    - Julius von Loën (1816–1862), Herr auf Walzen bei Neustadt in Oberschlesien, ⚭ Dobrau 1848 Adelheid Gräfin von Seherr-Thoß (1816–1891)
      - Karl Julius Ernst Waldemar von Loën (* 1849), königlich-preußischer Rittmeister a. D., ⚭ Liegnitz 1883 Theresia Freiin von Seher-Thoß (* 1860)
        - Ernst Waldemar von Loën (* 1884), promovierter Jurist
        - Adelheid Agnes von Loën (* 1891)

      - Julius Felix Ernst von Loën (* 1851), königlich-preußischer Leutnant a. D., Landschaftsmaler
      - Sophie Adelheid Agnes von Loën (1856–1929), ⚭ Berlin 1879 Hermann Freiherr von Vietinghoff gen. Scheel (1851–1933), königlich-preußischer Generalleutnant und Kommandant der 3. Division

Zweite Linie von Johann Justus von Loën:
- Johann Justus von Loën (1737–1803), Herr auf Cappeln, ⚭ Haus Bosfeld 1779 Henriette Katharina Agnes von Anhalt-Dessau (1744–1799), Tochter des Fürsten Leopold Maximilian von Anhalt-Dessau
  - Leopold von Loën (* 1780), herzoglich-anhaltscher Kammerherr, ⚭ I. 1803 mit Charlotte von der Marwitz († 1811), ⚭ II. 1812  mit Charlotte Grafin von Roedern († 1847)
    - aus I.: Eveline von Loën (* 1805), Hofdame am herzoglich-anhaltschen Hof
    - aus I.: Charlotte von Loën (* 1806) ⚭ 1842 Franz von Ivernois, königlich-preußischer Oberstleutnant z. D., Sohn von Philipp von Ivernois

  - Agnes Leopoldine Casimire von Loën (1783–1832) ⚭ Cappeln 1808 Ernst von Seher-Thoß (1786–1856)
  - Friedrich von Loën (1787–1868), königlich-preußischer Major a. D., herzoglich-anhaltscher Kammerherr und Oberhofmarschall, Ehrenritter des Johanniterordens, ⚭ Berlin 1815 Albertine von Hedemann (1792–1869)
    - Leopold von Loën (1817–1895), königlich-preußischer General der Infanterie, ⚭ Tegel 1842 Gabriele von Bülow (1822–1854)
      - August von Loën (* 1843), königlich-preußischer Major a. D., Besitzer des Oberhofs Groß-Biesnitz bei Görlitz, ⚭ Tegel 1876 Viktoria Freiin von Humboldt (* 1858)
        - Agnes Gabriele Adelheid Priscella von Loën (* 1879) ⚭ I. Berlin 1900 mit Gustav Karl Ernst Botho Adolf von Hochwächter (1874–1950), 1900 königlich-preußischer Leutnant im Leib-Garde-Husaren-Regiment zu Potsdam, 1950 Oberleutnant a. D., Sohn von Gustav von Hochwächter, ⚭ II. mit Bernhard Wilhelm Alexander Constantin von Humboldt-Dachroeden (1863–1934), Generalmajor
        - Hermann Leopold von Loën (* 1880), königlich-preußischer Leutnant im Kürassierregiment Nr. 5

      - Therese von Loën (* 1846) ⚭ Tegel 1871 Bertram Graf von Brockdorff († 1878), Herr auf Grünhaus, Holstein, königlich-preußischer Premierleutnant der Reserve des Dragonerregiments Nr. 5, Oberhofmeister, Erz. J. M. der Deutschen Kaiserin und Königin von Preußen Auguste Viktoria von Schleswig-Holstein-Sonderburg-Augustenburg
      - Agnes Konstanze von Loën (1851–1917) ⚭ Tegel 1877 Friedrich Daniel Freiherr von Diergardt (1850–1907), Herr auf Schloss Morsbroich, Enkel von Friedrich von Diergardt

    - Hugo von Loën (1819–1890), königlich-preußischer Major a. D., Hofmeister und Kammerherr, Herr auf Krangen bei Pollnow in Pommern, Mitglied der adeligen Gesellschaft des Hauses Frauenstein zu Frankfurt, ⚭ I. Dessau 1850 mit Bertha von Hünerbein (1826–1857), ⚭ II. Schönwerder 1859 mit Alexandra Charlotte Karoline Rosalie Philippine Henriette Klara Johanna Luise von Oppen, verwitwete von Bonin (1822–1879)
      - aus I.: Friedrich Wilhelm von Loën (* 1851)
      - aus II.: Johannes Michael von Loën (1860–1928), herzoglich-anhaltscher Kammerherr, Oberhofmeister und Hofchef der Herzogin Mutter von Anhalt, königlich-preußischer Hauptmann z. D., ⚭ Wiesbaden 1891 Theodora Anna Willy Alexandra Viktoria Cramer (1873–1950)
        - Alexandra Emma Theodore Agnes Luise Johanna Therese Martha von Loën (* 1892)
        - Luise Adelheid Leopoldine Anna Willy Elisabeth Gertrud von Loën (1894–1975) ⚭ Joachim Dietlof von Arnim-Boitzenburg (1898–1972), dem letzten Besitzer von Schloss Boitzenburg, Eltern von Sieghart von Arnim
        - Theodora Emma Arnoldine Anna Viktoria von Loën (* 1897) ⚭ Rudolf Hartmann (* 1882)
        - Marie-Luise Margarete Gertrud Helene Dorothea von Loën  (* 1899) ⚭ Henry Breisach († 1952)
        - Johannes-Michael von Loën (1902–1935) ⚭ Carola Zucker († 1939)

      - aus II.: Immanuel von Loën (1862–1945), Hauptmann und Kompanieführer im 1. ostasiatischen Infanterieregiment (China)
      - aus II.: Hugo Adolf Hermann Friedrich von Loën (* 1863), Rittmeister und Esquadron-Chef im 2. Großherzoglich-mecklenburgischen Dragoner-Regiment Nr. 18, ⚭ Frankfurt an der Oder 1888 Karola von Meyenn (* 1867)
        - Lui-Alexander von Loën (* 1890), Rittmeister a. D., ⚭ Berlin 1925 Gabriele Eleonore Helene Lily Marie Goldfus, geschiedene Brandt, geschiedene Grabs von Haugsdorf
        - Annelise von Loën (1891–1959)
        - Rose-Marie von Loën (* 1900)

    - Agnes von Loën (* 1821), Stiftsdame und Äbtissin zu Mosigkau
    - August von Loën (1828–1887), 1884August von Loën (1828–1887), herzoglich-anhaltischer Kammerherr, Schriftsteller und General-Intendant des Hoftheaters und der Hofkapelle in Weimar, ⚭ Dresden 1852 Maria von Salza aus dem Hause Lichtenau-Wingendorf (1831–1899)
      - Maria Christine von Loën (* 1855), Hofdame der Erbgroßherzogin von Sachsen-Weimar-Eisenach
      - Leopold Friedrich Anton von Loën (* 1859), großherzoglich-sächsischer Kammerherr

    - Adelheid von Loën (* 1830), Hofdame am herzoglich-naussauischen Hof

## Wappen
- Blasonierung des adeligen Stammwappens: Quadriert. Felder 1 und 4 Hermelin ohne Bild, Felder 2 und 3 in Gold eine rote Rose. Auf dem rot-golden bewulsteten (oder gekrönten) Helm mit rot-goldenen Helmdecken fünf goldene Straußenfedern, belegt mit einer roten Rose.[3]
- Blasonierung des Freiherrenwappens I.: Quadriert. Feld 1 Hermelin ohne Bild, Feld 2 in Rot pfahlweise drei goldene Ähren neben einander, Feld 3 in Rot eine goldene Rose, Feld 4 in Gold drei (2:1) rote Kugeln. Auf dem gekrönten Helm mit rot-goldenen Decken drei (1:2) rote Kugeln zwischen zwei schrägauswärts gestellten goldenen Ähren.[3]
- Blasonierung des Freiherrenwappens II.: Quadriert. Feld 1 in Rot eine goldene Rose, Feld 2 in Hermelin zwei rote Balken, Feld 3 in Gold drei (2:1) rote Kugeln, Feld 4 in Rot drei goldene Ähren. Kleinod und Decken wie das Freiherrenwappen I.[3]
- Blasonierung des Freiherrenwappens III.: Schild und Helm I. wie Freiherrenwappen I. Auf dem rot-golden bewulsteten Helm II. drei rote Straußenfedern belegt mit einer goldenen Rose.[3]

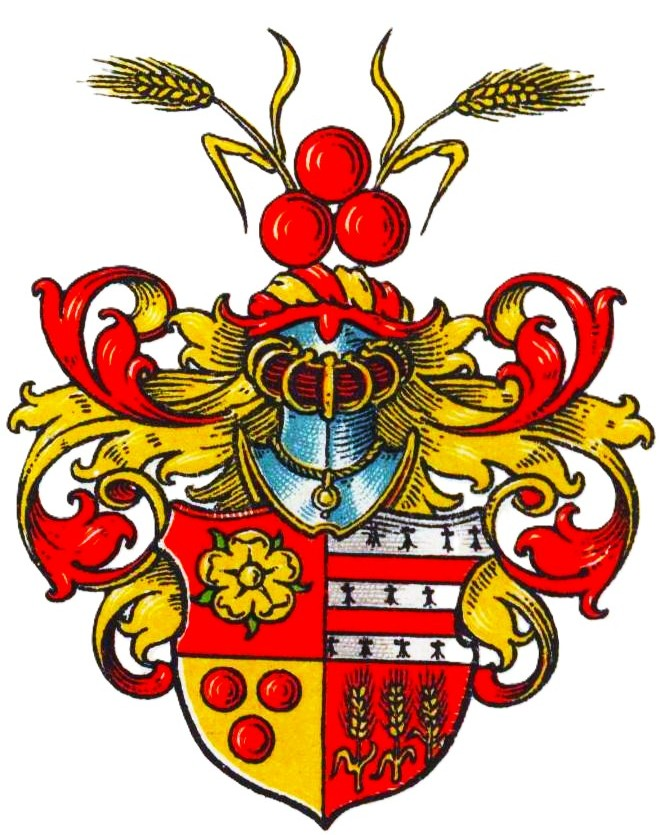
Wappen der Freiherren von Loën (II.) im Wappenbuch des Westfälischen Adels
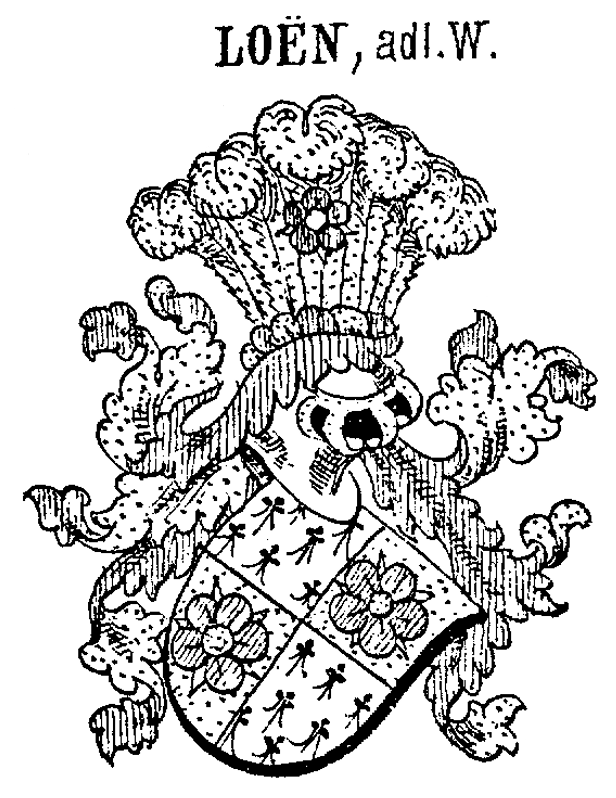
Stammwappen derer von Loën in Siebmachers Wappenbuch
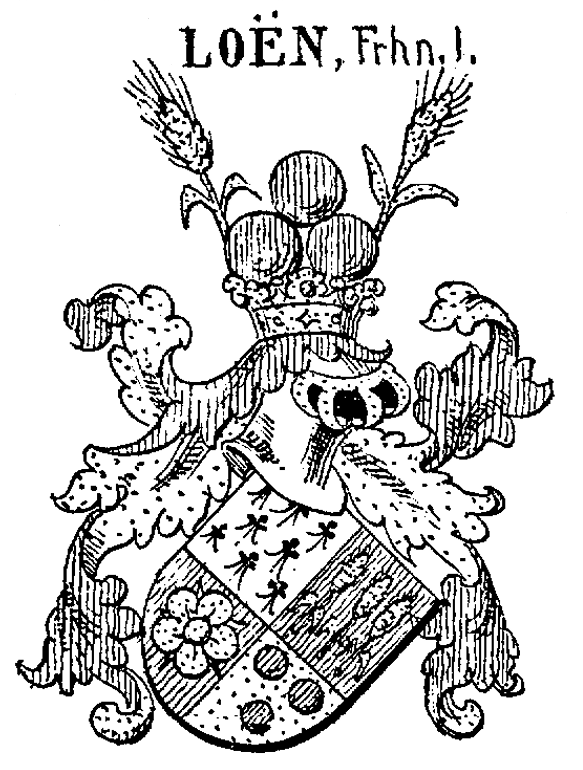
Wapen der Freiherren von Loën I. in Siebmachers Wappenbuch
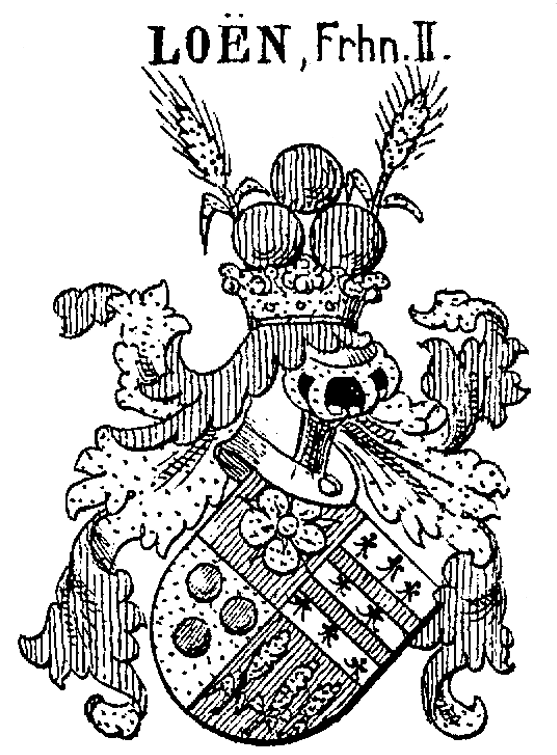
Wapen der Freiherren von Loën II. in Siebmachers Wappenbuch
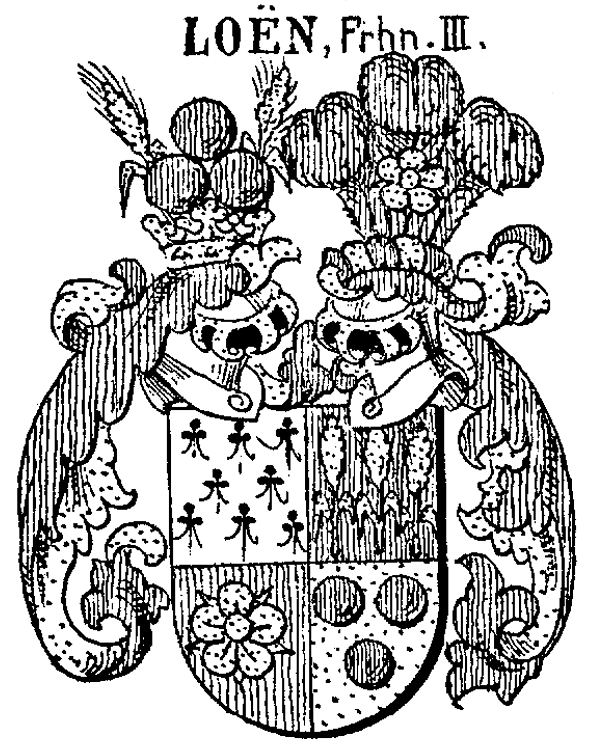
Wapen der Freiherren von Loën III. in Siebmachers Wappenbuch